# Matateu
Matateu, właśc. Sebastião Lucas da Fonseca (ur. 26 lipca 1927 w Maputo, zm. 27 stycznia 2000 w Victorii) – piłkarz portugalski pochodzenia mozambickiego grający na pozycji napastnika. W swojej karierze rozegrał 27 meczów i strzelił 13 goli w reprezentacji Portugalii. Jego brat Vicente Lucas także był piłkarzem i reprezentantem Portugalii.

## Kariera klubowa
Swoją karierę piłkarską Matateu rozpoczął w klubie 1° de Maio z miasta Lourenço Marques. Zadebiutował w nim w 1949 roku i grał w nim do 1950 roku.
W 1951 roku Matateu wyemigrował z Portugalskiej Afryki Wschodniej do Portugalii. Tam został zawodnikiem CF Os Belenenses z Lizbony. W sezonie 1959/1960 zdobył z Belenenses Puchar Portugalii. Grając w Belenenses dwukrotnie zostawał królem strzelców portugalskiej ligi. W sezonie 1952/1953 zdobył 29 bramek, a w sezonie 1954/1955 strzelił 32 gole. W Belenenses grał do końca sezonu 1963/1964. W Belenenses rozegrał 268 meczów i zdobył w nich 209 goli.
W 1964 roku Matateu został piłkarzem Atlético CP z Lizbony. Występował w nim do 1967 roku. Wtedy też odszedł do CD Gouveia. Z kolei w latach 1968–1971 występował w Amora FC, w którym zakończył karierę.
| Sezon   | Klub             | Kraj       | Rozgrywki       | Mecze | Bramki |
| ------- | ---------------- | ---------- | --------------- | ----- | ------ |
| 1949    | 1° de Maio       | Mozambik   | Moçambola       | ?     | ?      |
| 1950    | 1° de Maio       | Mozambik   | Moçambola       | ?     | ?      |
| 1951/52 | CF Os Belenenses | Portugalia | Primeira Liga   | 26    | 17     |
| 1952/53 | CF Os Belenenses | Portugalia | Primeira Liga   | 26    | 29     |
| 1953/54 | CF Os Belenenses | Portugalia | Primeira Liga   | 25    | 14     |
| 1954/55 | CF Os Belenenses | Portugalia | Primeira Liga   | 26    | 32     |
| 1955/56 | CF Os Belenenses | Portugalia | Primeira Liga   | 24    | 22     |
| 1956/57 | CF Os Belenenses | Portugalia | Primeira Liga   | 21    | 23     |
| 1957/58 | CF Os Belenenses | Portugalia | Primeira Liga   | 24    | 21     |
| 1958/59 | CF Os Belenenses | Portugalia | Primeira Liga   | 26    | 21     |
| 1959/60 | CF Os Belenenses | Portugalia | Primeira Liga   | 26    | 16     |
| 1960/61 | CF Os Belenenses | Portugalia | Primeira Liga   | 18    | 7      |
| 1961/62 | CF Os Belenenses | Portugalia | Primeira Liga   | 22    | 7      |
| 1962/63 | CF Os Belenenses | Portugalia | Primeira Liga   | 0     | 0      |
| 1963/64 | CF Os Belenenses | Portugalia | Primeira Liga   | 4     | 0      |
| 1964/65 | Atlético CP      | Portugalia | Segunda Liga    | ?     | ?      |
| 1965/66 | Atlético CP      | Portugalia | Segunda Liga    | ?     | ?      |
| 1966/67 | Atlético CP      | Portugalia | Segunda Liga    | 21    | 9      |
| 1967/68 | CD Gouveia       | Portugalia | Segunda Divisão | ?     | ?      |
| 1968/69 | Amora FC         | Portugalia | Segunda Liga    | ?     | ?      |
| 1969/70 | Amora FC         | Portugalia | Segunda Liga    | ?     | ?      |
| 1970/71 | Amora FC         | Portugalia | Segunda Liga    | ?     | ?      |

## Kariera reprezentacyjna
W reprezentacji Portugalii Matateu zadebiutował 23 stycznia 1952 roku w zremisowanym 1:1 towarzyskim meczu z Austrią, rozegranym w Porto. W swojej karierze grał w: eliminacjach do MŚ 1954, do MŚ 1958 i do Euro 60. Od 1952 do 1960 roku rozegrał w kadrze narodowej 27 spotkań i zdobył w nich 13 bramek.